# Ratoszyn
Ratoszyn – wieś sołecka w Polsce położona w województwie mazowieckim, w powiecie białobrzeskim, w gminie Radzanów. Leży w północno-zachodniej części Równiny Radomskiej, nad rzeką Pierzchnią (dopływ Pilicy).
Wieś jest częścią parafii św. Marcina z Tours w Radzanowie w diecezji radomskiej.
Średni ośrodek zagłębia paprykowego.

## Historia
Historia sięga do wczesnego średniowiecza (VII-XII w.). Nazwa pochodzi od Ratosza, protoplasty Ratoszyńskich (Ratowskich) herbu Szeliga. Już w XVI wieku jeden z ważniejszych ośrodków gospodarczych okolicy. Prywatna wieś szlachecka, położona była w drugiej połowie XVI wieku w powiecie radomskim województwa sandomierskiego. Miejsce śmierci Macieja Krassowskiego (zm. 1790) – podwojewodzego rawskiego, posła sejmu elekcyjnego 1764. W 1864 Tadeusz Kiciński zakłada pierwszą polską szkołę. W 1877 Antoni Chrzystkowski zaś hutę szkła i wieś Pieńki Ratoszyńskie (ob. Podlesie). W 1916 powstaje Szkoła Powszechna, a w 1959 OSP. Zabytki: XVII/XVIII wieczna kapliczka z obrazem Matki Bożej obok legendarny kamień.

### Kalendarium
Kalendarium wydarzeń na podstawie artykułu  „RATOSZYN - zarys dziejów miejscowości i okolic” opublikowanego w 1997 r. na łamach Gazety Białobrzeskiej:
- VII - VIII w. Powstanie Ratoszyna jako jednej z miejscowości otaczającej gród w Radzanowie;
- XIII w. Erekcja parafii radzanowskiej. Ratoszyn jednym z głównych jej ośrodków;
- 1428 Pierwsza zachowana wzmianka o rodzie rycerskim z Ratoszyna - Ratoskich posiadających wieś Korytków. W 1440 r. Jan Długosz również pisze o rodzinie Ratoszyńskich (Ratowskich) herbu Szeliga;
- Piotr z Korzenia, z żoną Barbarą, wzięli 1442 r. w zastaw część Ratoszyna (według Herbarza Bonieckiego);
- 1508 Według Rejestru poborowego województwa sandomierskiego dobrami Ratoszyn i Olszowa włada Adam z Ratoszyna;
- 1521 Abp Jan Łaski wizytuje parafię Radzanów. Dziesięcina z Ratoszyna jest 8,5 krotnie wyższa od radzanowskiej;
- 1564 Według Lustracji Województwa Sandomierskiego Ratoszyn ma 6,25 łana gruntów kmiecich;
- 1569 We wsi należącej do Krzysztofa Rathowskiego mieszka ok. 70 osób;
- XVII w. Wsią władają kolejno: Kożuchowscy, Smuszowscy, Zdziechowscy;
- ok. 1645 Powstaje Kapliczka Ratoszyńska MB Częstochowskiej;
- przed 1665 Kochanowscy nabywają Ratoszyn od Zdziechowskich;
- 1747 dziedzicem rezydującym w Ratoszynie Gerwazy Jan Kochanowski
- 1760 Jędrzej Ozdoba (Cichy) zostaje wójtem Ratoszyna;
- 1766 W Ratoszynie mieszka 76 osób w 13 domach. Właścicielem wsi jest Wawrzyniec Kochanowski;
- 1775 Ratoszyn staje się własnością Macieja Krassowskiego - posła i podwojewodzego rawskiego;
- 1787 Kazimierz Cichoński jednym z twórców Bractwa Miłosierdzia;
- 1790-06-23 W Ratoszynie umiera Maciej Krassowski - podczaszy koronny i poseł na Sejm Czteroletni;
- 1797 Ratoszyn liczy 107 mieszkańców w 16 domach. Józef Manowski pierwszym chłopem płacącym czynsz;
- 1827 Miejscowość liczy 196 osób w 17 domach;
- 1837 Józef Krassowski sprzedaje dobra Gen. Mikołajowi Korffowi;
- 1852 Dobra Ratoszyn nabywa Tadeusz Kiciński.
- 1862 Wieś liczy 201 mieszkańców. Andrzej Nowakowski - sołtysem;
- 1864 Kiciński zakłada „ Szkółkę”, zlikwidowaną ok. 1870 r.
- 1870 Kazimiera Kicińska zakłada ochronkę;
- 1877 Folwark nabywa mgr Antoni Chrzystkowski – farmaceuta z Radomia. Powstają Pieńki Ratoszyńskie (Podlesie)i huta szkła w Górach (Podgórze);
- 1880-11-26 Umiera Antoni Chrzystkowski. Siedmiowłókowy majątek nabywa Antoni Podczaski.
- 1884 Ratoszyn liczy 291 mieszkańców;
- 1895 W Ratoszynie mieszka 395 osób. Podczaski rozpoczyna parcelację majątku;
- 1913 Ludność Ratoszyna sięga 645 osób;
- 1915 Walki frontowe w Starym Borze i Lesie Ratoszyńskim. Internowanie sołtysa Jana Wodzińskiego. Wysiedlenie Ludności w okolice Błotnicy;
- 1916 Powstaje Szkoła Powszechna. Maria Żabska - kierownikiem;
- 1918-11-01 Wyzwolenie Ratoszyna spod austriackiej okupacji;
- 1920 Udział mieszkańców w wojnie z bolszewikami (B.Kłosowski);
- 1924-08-24 Umiera Jan Wodziński.
- 1931 Powstaje Obwód Łowiecki Wspólny Ratoszyn;
- 1931–1935 Maria Marusarzówna prowadzi zespół teatralny;
- 1939 Ratoszyn liczy 543 mieszkańców. Sołtysem jest Leon Drabik;
- 1943-06-11 Starcia AKowców z siłami niemieckimi koło Podlesia;
- 1944-06-06 Pacyfikacja Podlesia. W Zaborzu ginie Jan Nowakowski;
- 1945–1949 Początki komunizacji i stalinizacji wsi. Władysław Kaczyński propaguje PPR, Władysław Rylski-SL;
- 1958 Podlesie odrębnym sołectwem;
- 1959-11-15 Czesław Korecki staje na czele nowo powstałej OSP;
- 1961 Zostaje oddany do użytku budynek szkolny;
- 1962 Roman Kruśliński na czele OSP i POP PZPR;
- 1965 Edward Winiarczyk prowadzi LZS Ratoszyn;
- 1973 Degradacja szkoły do 3-klasowej
- 1981 Powstaje Komisja NSZZ Solidarność Wiejska;
- 1990 W wyborach samorządowych Andrzej Kosiec według oficjalnie ogłoszonych wyników pokonuje nieznacznie Stefana Spólnego;
- 1990 Początek „Zagłębia paprykowego”;
- 1990–1993 Spór o restytucję i rozbudowę Szkoły;
- 1994 Stefan Spólny zdecydowanie pokonuje Sławomira Kruślińskiego i Henryka Petrzaka w wyborach samorządowych;
- 1996 Stefan Spólny nowym Prezesem Ochotnicza Straż Pożarna w Ratoszynie;
- 1997 Marcin Wodziński publikuje „RATOSZYN - zarys dziejów miejscowości i okolic” na łamach Gazety Białobrzeskiej;
- 1999 Likwidacja Szkoły Podstawowej w Ratoszynie;
- 2000-05-04 Uroczyste obchody 40-lecia OSP;
- 2002 Stefan Spólny (KWW Prawy Radzanów) zwycięża w wyborach samorządowych Aldonę Helenę Rylską (KWW PS - zw. z PSL) oraz Tadeusza Zawadzkiego (KWW Nasza Wspólnota Samorządowa);
- 2004 Położenie nowej asfaltowej nawierzchni na drodze 34199  łączącej Ratoszyn z Radzanowem; Ratoszyn liczy 207 mieszkańców, a wraz z Podlesiem i Podgórzem - 355.

### Właściciele dóbr Ratoszyn
- do pocz. XVII wieku - Ratoszyńscy (Ratowscy, Ratoccy) herbu Szeliga;
- XVII wiek - Kożuchowscy herbu Doliwa;
- - Smuszowscy (Szumowscy) herbu Junosza;
- - Zdziechowscy herbu Rawicz;
- XVII / XVIII wiek - Kochanowscy herbu Korwin;
- ok. 1775 - 1790 - Maciej Krassowski herbu Ślepowron;
- 1790 - 1837 - Józef Krassowski herbu Ślepowron;
- 1837 - 1852 - Mikołaj Korff, gen. baron;
- 1852 - 1877 - Tadeusz Paweł Hermolaus Kiciński herbu Rogala;
- 1877 - 1880-11-26 - mgr Antoni Chrzystkowski - właściciel folwarku;
- 1881 - 1893 - Antoni Podczaski - właściciel folwarku;

### Dyrektorzy i kierownicy szkoły
- 1916 - 1921 - Maria Żabska;
- 1921 - 1924-09-21 - Maria Kaczmarczyk;
- 1924 - 1925-01-25 - Jadwiga Dudek;
- 1925 - 1926 - Kazimierz Kluz;
- 1926 - 1930 - Maria Burakowska;
- 1930 - 1935 - Maria Marusarzówna;
- 1935 - 1936 - Wanda Szczykutowicz;
- 1936 - 1937 - Józef Sopiński;
- 1937 - 1938 - Maria Franzówna;
- 1938 - 1939 - Antoni Dąbkowski;
- 1939 - 1940-05-01 - Stanisława Nowakowska;
- 1940 - 1941 - Antoni Dąbkowski;
- 1943 - 1945 - Stanisława Nowakowska;
- 1945 - 1946 - Franciszek Jabłoński;
- 1946 - 1951 - Jadwiga Krawczyk;
- 1951 - 1956 - Stefan Zbroś;
- 1956 - 1962 - Czesław Korecki;
- 1962 - 1964 - Janusz Buda;
- 1964 - 1970 - Edward Winiarczyk;
- 1970 - 1973 - Stefan Wójcik;
- 1973 - 1980 - Józef Marian Burski;
- 1980 - 1989 - Janina Wikalińska;
- 1989 - 1991 - Stanisław Fatek;
- 1991 - 1999 - Jolanta Kruślińska;

### Wójtowie i sołtysi
- przed 1765 - Wawrzyniec Ozdoba - Cichy;
- 1765 - 1801 - Jędrzej Cichoński - Ozdoba;
- 1856 - 1864 - Andrzej Nowakowski;
- 1864 - 1874 - Roch Spólny;
- 1912 - 1920 - Jan Wodziński;
- 1920 - 1924 - Jan Rylski;
- 1924 - 1928 - Władysław Rylski;
- 1928 - 1930 - Antoni Szczęsny;
- 1930 - 1934 - Józef Gajda;
- 1934 - 1938 - Piotr Rylski;
- 1938 - 1942 - Leon Drabik;
- 1942 - 1946 - Jan Gajda;
- 1946 - 1949 - Władysław Rylski;
- 1949 - 1951 - Józef Kot;
- 1951 - 1968 - Władysław Rylski;
- 1968 - 2007 - Henryk Rylski;
- 2007 - 2014 - Stefan Spólny
- 2014 -  nadal Alicja Gajda

### Rzemieślnicy (XVIII-XIX wiek)
SZYNKARZ	 
- 1824-56 Szczepan Szelc

TRACZ	 
- 1784–1811 Walenty Jarzyna
- 1796–1835 Tomasz Zital Włodarczyk

TKACZ	 
- 1770–1817 Kazimierz Cichoński - Ozdoba
- 1833–1861 Franciszek Rokiciński
- 1837–1861 Augustyn Rylski

KUŹNIA	 
- 1774–1796 Ludwik Badowicz
- 1790–1826 Bernard Badowicz

SZEWC	 
- 1810–1842 Bonifacy Sobieniewski

BEDNARZ	 
- 1788–1794 Jakub Bebnarz

KOŁODZIEJ	 
- 1781–1811 Walenty Szymkiewicz

WYROBNIK	 
- 1775–1797 Mateusz Rolczyk
- 1802–1824 Błażej Kosiński

OWCZARZ	 
- 1797–1816 Wojciech Dobrosiewicz
- 1781–1821 Michał Górnicki

KARCZMA	 
- 1810–1836 Maciej Peyrakowicz
- 1864–1891 Andrzej Gajda

MŁYN	 
- 1780–1793 ? Jaworski
- 1790–1825 Marcin Jastrzębski
- 1805–1826 Bernard Ziółkowski
- 1810–1832 Bartłomiej Konatowski
- 1826–1861 Jakub Stępkowski
- 1860–1891 Andrzej Gajda